# Laureta de Alsacia
Laureta de Alsacia (vers 1120-1175) fou una efímera comtessa consort de Valois, d'Amiens i i Vermandois, filla de Thierry d'Alsàcia, comte de Flandes (+1168) i de Suanahilda (+ vers 1133).
Es va casar primer amb Ivan o Joan, senyor d'Alost (+1145); en segones noces amb Enric II duc de Limburg (1150) del que es va separar el 1152. Raül I de Vermandois, Valois i Amiens s'hi va casar el 1152, però el comte va morir poc després, el 13 d'octubre de 1152. Laureta es va tornar a casar amb Enric IV comte de Luxemburg però se'n va separar el 1163. Laureta es va retirar llavors a l'abadia de Forest a Brussel·les, on va morir el 1170 o 1175.